# Sanaüja
Sanaüja és una vila i municipi de la vall del riu Llobregós, als extrems de la Segarra. És un dels municipis que postula la nova comarca de l'Alta Segarra. Té una població de 462 habitants.
El clima és típicament mediterrani, amb els estius secs i calorosos, i els hiverns freds i humits. Encara que Sanaüja no és una vila gaire turística, està carregada d'elements històrics, com el castell, que data del segle xi, o el pont medieval, que trobem a l'entrada de la vila. Però segurament el més espectacular de tot són els antics portals situats al centre del nucli vell.
Forma part del terme l'antic llogaret de Puig-Arner (41° 54′ 15.99″ N, 1° 20′ 6.63″ E / 41.9044417°N,1.3351750°E).

## Geografia
- Llista de topònims de Sanaüja (Orografia: muntanyes, serres, collades, indrets…; hidrografia: rius, fonts...; edificis: cases, masies, esglésies, etc.)

## Demografia
| 1497 f | 1515 f | 1553 f | 1717 | 1787  | 1857  | 1877  | 1887  | 1900  | 1910  |
| ------ | ------ | ------ | ---- | ----- | ----- | ----- | ----- | ----- | ----- |
| 137    | 174    | 176    | 555  | 1.301 | 1.360 | 1.163 | 1.317 | 1.006 | 1.039 |

| 1920 | 1930  | 1940 | 1950 | 1960 | 1970 | 1981 | 1990 | 1992 | 1994 |
| ---- | ----- | ---- | ---- | ---- | ---- | ---- | ---- | ---- | ---- |
| 996  | 1.004 | 903  | 823  | 713  | 573  | 509  | 457  | 465  | 465  |

| 1996 | 1998 | 2000 | 2002 | 2004 | 2006 | 2008 | 2010 | 2012 | 2014 |
| ---- | ---- | ---- | ---- | ---- | ---- | ---- | ---- | ---- | ---- |
| 462  | 465  | 464  | 463  | 476  | 448  | 458  | 458  | 458  | 423  |

| 2016 | 2018 | 2020 | 2022 | 2024 | 2026 | 2028 | 2030 | 2032 | 2034 |
| ---- | ---- | ---- | ---- | ---- | ---- | ---- | ---- | ---- | ---- |
| 425  | 393  | 379  | 392  | 379  | -    | -    | -    | -    | -    |

## Dita sobre Sanaüja
"Fer com els de Sanaüja, que es posen sota la pluja": anar sense paraigua mentre plou.

## Nadius il·lustres
- Francesc Andreví i Castellar (1786-1853) compositor i prevere.
- Joan Agell i Torrents (1809-1868) científic i cofundador de l'Ateneu Barcelonès.
- Joan Margarit i Cosarnau (1938) poeta, arquitecte i professor emèrit de la Universitat Politècnica de Catalunya.
- Jesús Farga i Muntó (1935-2011), empresari fundador de l'empresa de gelats Farga-Farggi i vicepresident del FC Barcelona.
- Joan Bullo i Roca (1540-1614), carmelità descalç, primer procurador general davant la Santa Seu. Avivà la reforma carmelitana a Catalunya i mantingué correspondència amb Teresa de Jesús. Per aquest motiu es portà a Sanaüja el braç incorrupte de la Santa l'any 1963

## Galeria

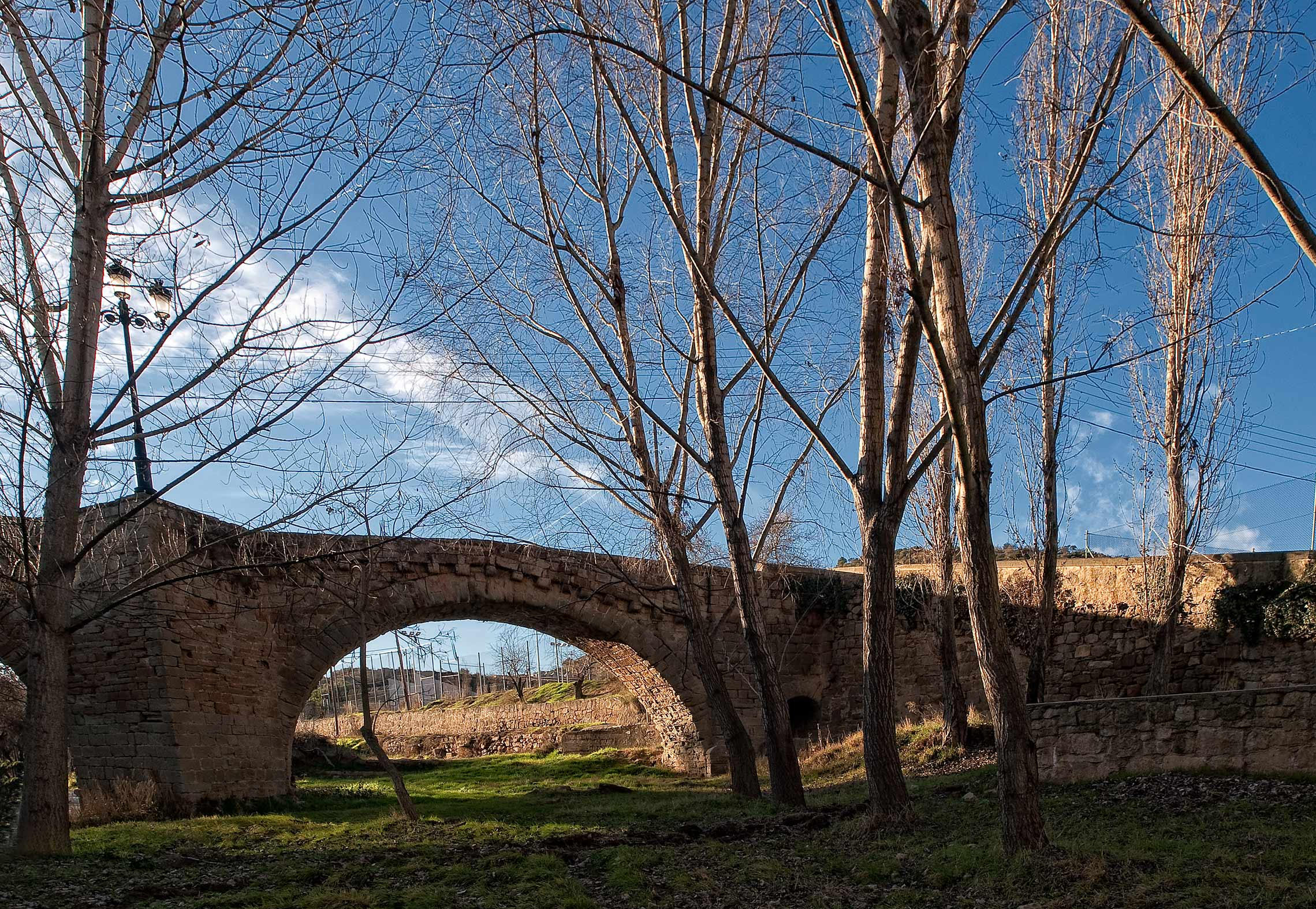
Pont medieval
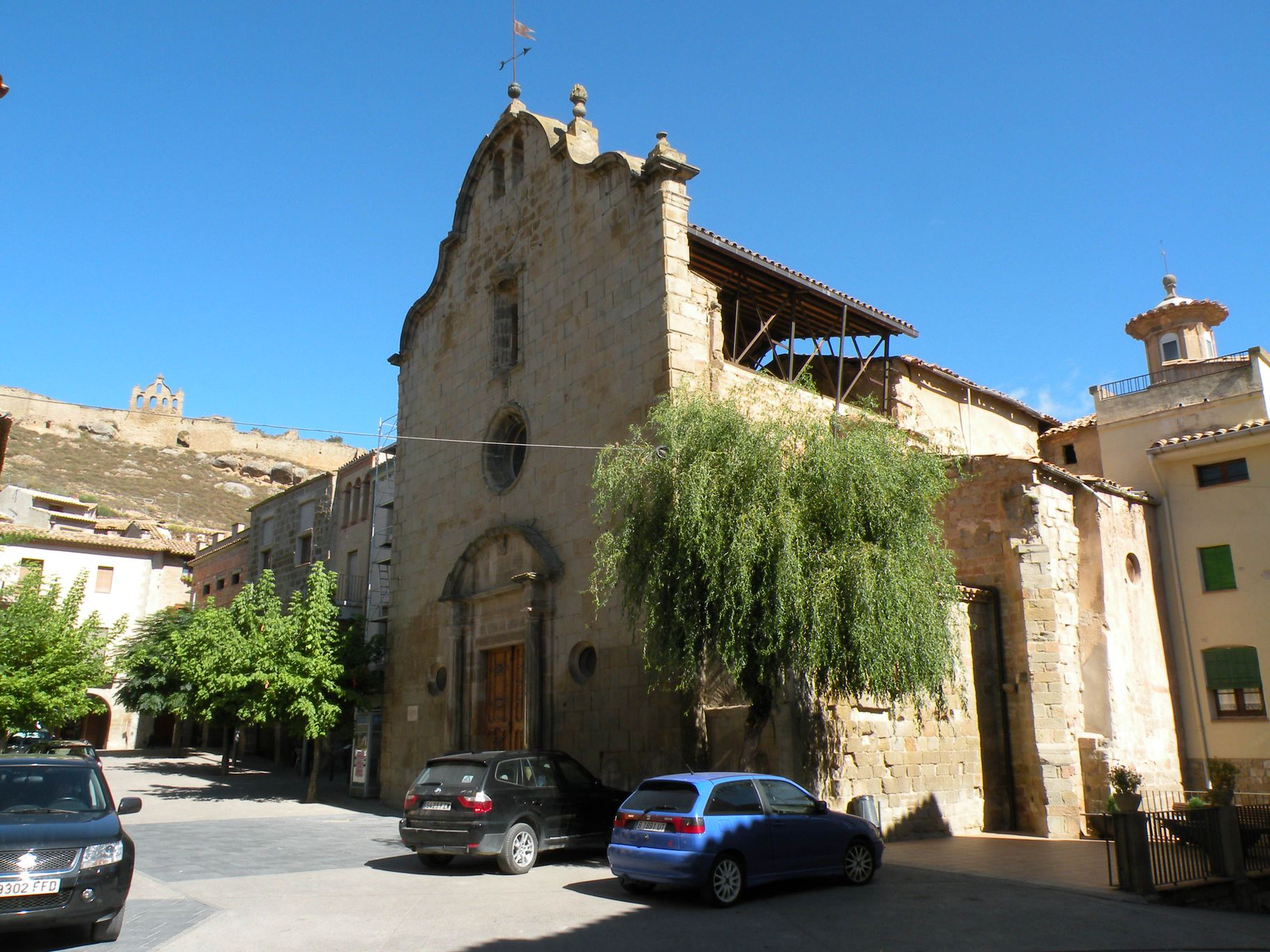
Plaça de l'Església parroquial de Santa Maria, amb el castell al fons a l'esquerra.
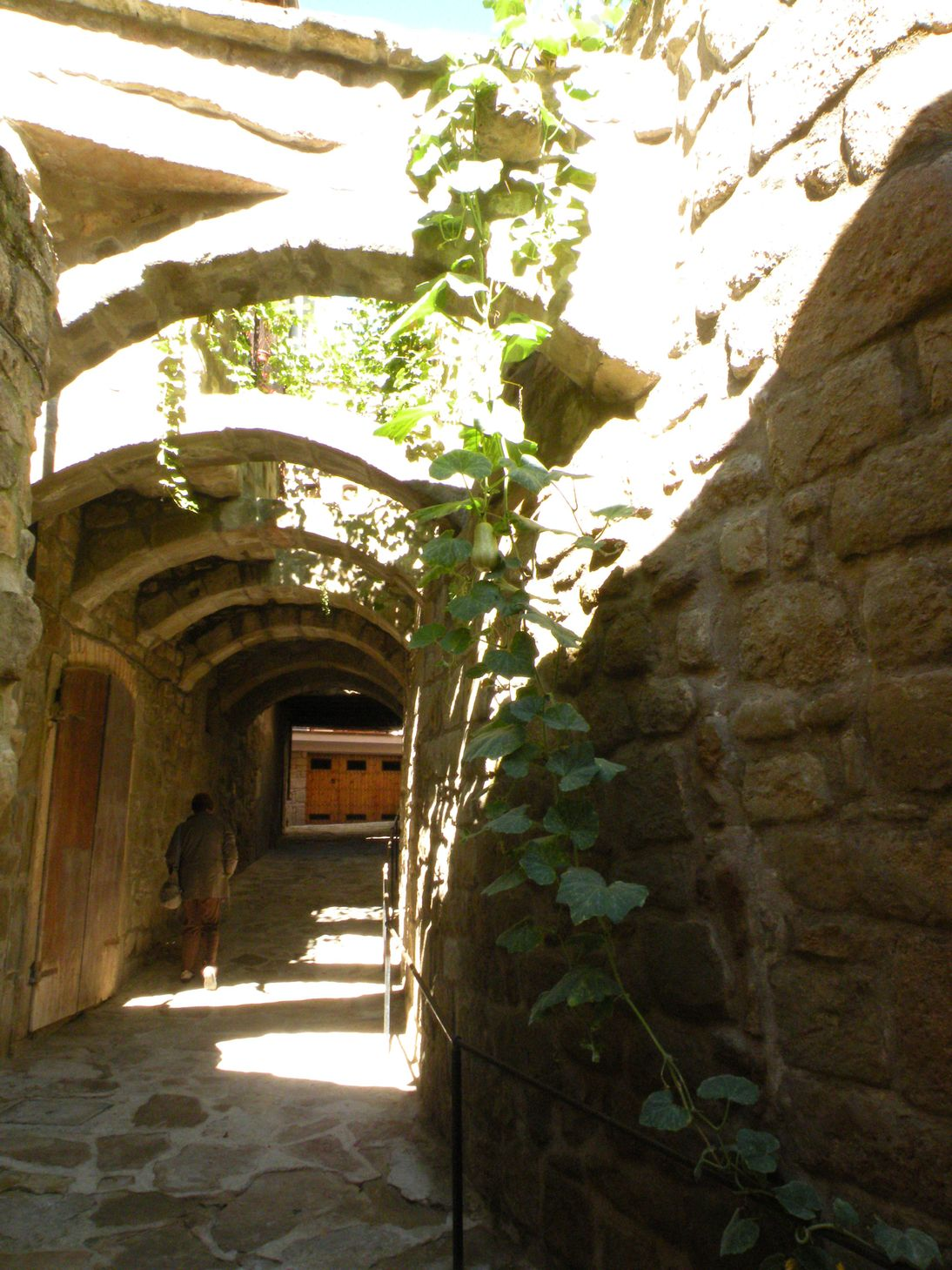
"La Portalleta"
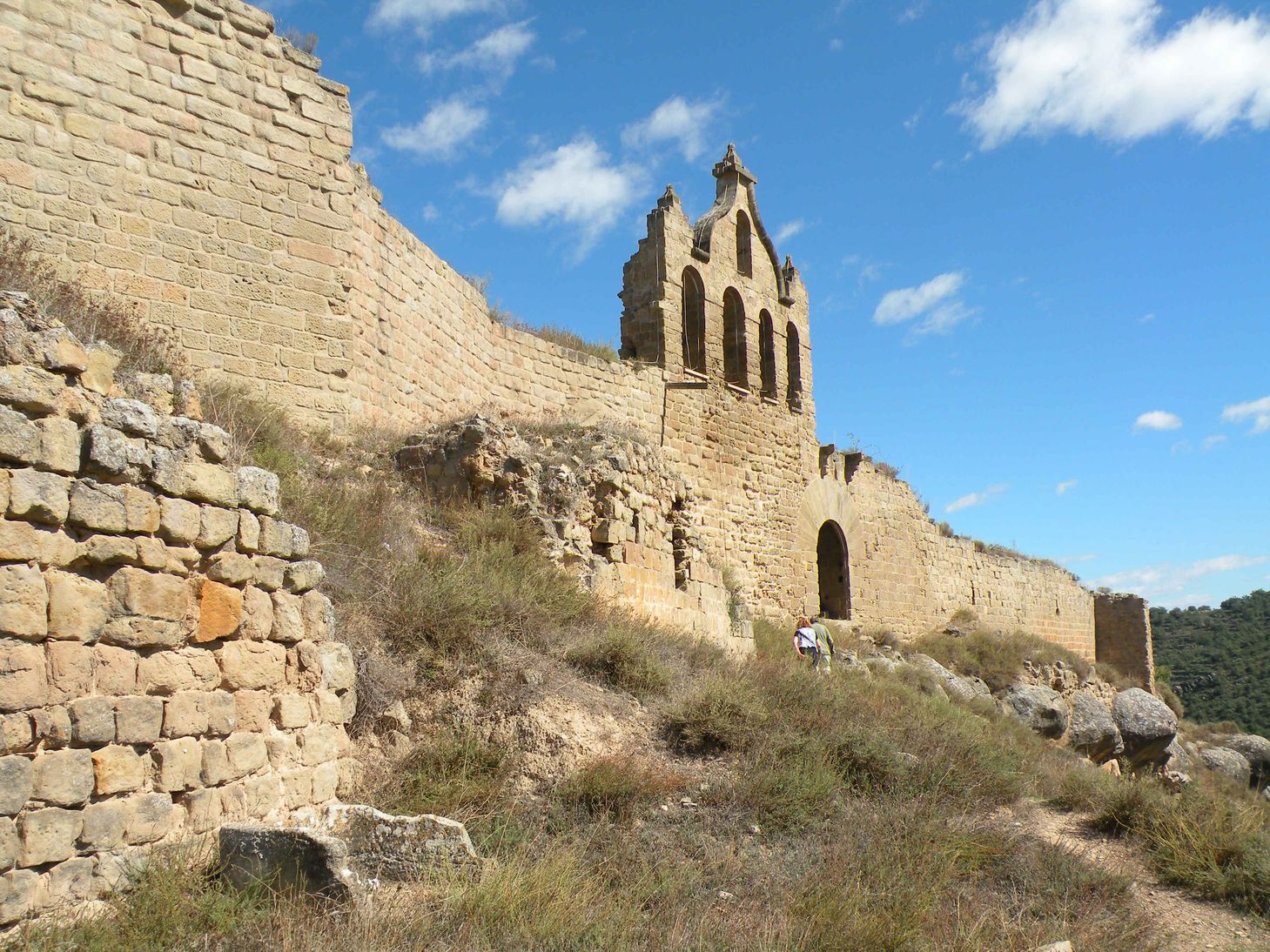
El castell.
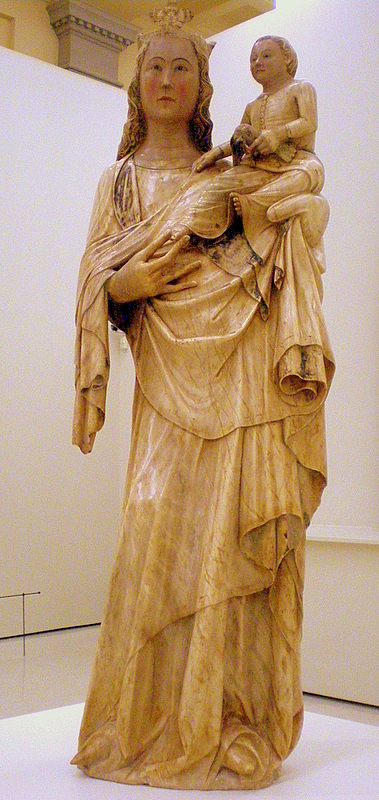
Marededeu de Sallent de Sanaüja, es creu originària de Sallent de Sanaüja (llogaret actualment al terme de Pinell de Solsonès), conservada al MNAC